# Ровине (Долж)
Ровине (рум. Rovine) насеље је у Румунији у жупанији Долж у граду Крајова. Место се налази на надморској висини од 84 m.

## Становништво
Према подацима из 2002. године у насељу је живело 664 становника, од којих су сви румунске националности.